# Der Kroatien-Krimi: Scheidung auf Kroatisch
Scheidung auf Kroatisch ist ein deutscher Kriminalfilm von Michael Kreindl aus dem Jahr 2024. Es handelt sich um den fünfzehnten Filmbeitrag zur ARD-Kriminalfilmreihe Der Kroatien-Krimi. Es ist der neunte Einsatz für Jasmin Gerat als Kommissarin Stascha Novak an der Seite von Lenn Kudrjawizki als ihr Kollege Emil Perica, der in seinem fünfzehnten Einsatz ermittelt. Die Erstausstrahlung erfolgte am 8. Februar 2024 im Rahmen des Donnerstags-Krimis zur Hauptsendezeit auf Das Erste.

## Handlung
Kommissarin Stascha Novak und Kommissar Emil Perica müssen in ihrem neunten gemeinsamen Fall den brutalen Mord an der 20-jährigen Leyla Bric aufklären. Bric wurde mit mehreren Messerstichen getötet, ebenso wurde ihr der Ringfinger durchtrennt, was für eine Beziehungstat spricht. Bei den Ermittlungen stellt sich heraus, dass das Opfer am Tag vor ihrem Mord in einem Restaurant behauptet hat, dass der verheiratete Betreiber Jure Andic schwanger von ihr und sie mit ihm in einer Beziehung sei. Nika Pervan, die Frau von Andic, musste das alles mit anhören, weil sie selbst im Restaurant arbeitet. Sie schenkte der Frau keinen Glauben und verwies Leyla Bric aus dem Restaurant. Durch die Gerichtsmedizinerin Brigita Stević wissen Novak und Perica, dass das Opfer nicht schwanger war. Die Ermittler sehen in der Art und Weise, wie Bric getötet wurde, Parallelen zu einem vergangenen Fall, beidem Ivo Bralo sich als Täter herausstellte und Bralo ist der Ex-Mann von  Nika Pervan. Deshalb gerät sie in das Visier der Mordermittlungen, denn sie hatte ein Motiv, Leyla Bric umzubringen.

## Produktionsnotizen
Die Dreharbeiten für Scheidung auf Kroatisch erstreckten sich zeitgleich mit der nachfolgenden Episode Die toten Frauen von Brac vom 24. März 2023 bis zum 26. Mai 2023 und fanden in der Hafenstadt Split und weiteren Schauplätzen in Kroatien statt.